# Carl Schmidt-Polex

Schmidt-Polex als Heidelberger Rhenane, 1874

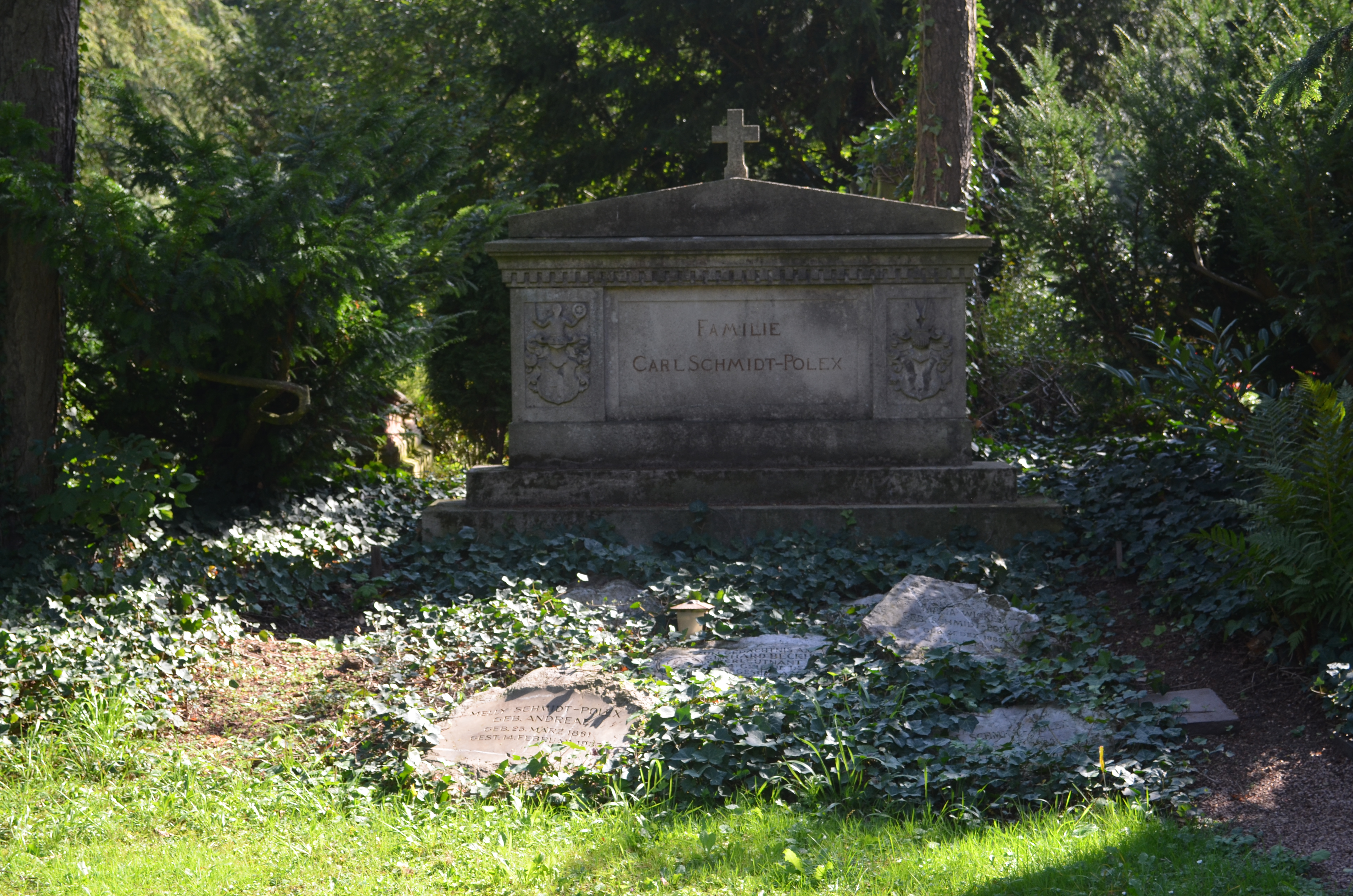
Grabstätte Familie Carl Schmidt-Polex, Hauptfriedhof Frankfurt am Main

Carl Schmidt-Polex, auch Karl Schmidt-Polex, (* 20. Juli 1853 in Frankfurt am Main; † 5. August 1919 ebenda) war ein deutscher Rechtsanwalt, der durch zahlreiche Aufsichtsrats-Mandate Bedeutung erlangte.

## Familie
Schmidt-Polex war ein Sohn von Philipp Nikolaus Schmidt-Polex (* 3. Februar 1825 in Frankfurt am Main; † 30. November 1893 ebenda), Bürger und Handelsmann, und dessen Ehefrau Anna Rosina Magdalene Schmidt-Polex geborene Andreae (* 4. August 1831 in Frankfurt am Main; † 5. Dezember 1914 ebenda). Er heiratete seine Cousine Justine Marianne Melly Andreae (* 25. März 1861; evangelisch); deren Eltern waren Johann Heinrich Abraham Andreae und Luise Philippine Andreae geborene Winkler. Carl und Melly Schmidt-Polex hatten eine Tochter Emmy (1884–1945), die an einer Hüftluxation litt, sowie die zwei Söhne Ede Schmidt-Polex(-Kundt) (1896–1961) und Hans-Walter Schmidt-Polex (1900–1978).

## Leben
Carl Schmidt-Polex studierte Rechtswissenschaften an der Rheinischen Friedrich-Wilhelms-Universität Bonn und an der Ruprecht-Karls-Universität Heidelberg und war dort Mitglied der Corps Palatia bzw. Rhenania. Nach Beendigung seiner Studien ließ er sich als Rechtsanwalt in Frankfurt am Main nieder, zuletzt trug er den Ehrentitel Geheimer Justizrat.
Seinen Militärdienst erfüllte er als Einjährig-Freiwilliger im Dragoner-Regiment Nr. 5 in Frankfurt. Währenddessen nahm er am Deutsch-Französischen Krieg 1870/1871 teil. Am 13. Dezember 1887 wurde er zum Leutnant der Reserve ernannt.
Neben seiner anwaltlichen Tätigkeit nahm Schmidt-Polex zahlreiche Aufsichtsratsmandate wahr. Er war Mitglied des Aufsichtsrats der Bank für Handel und Industrie (Darmstädter und Nationalbank) in Berlin, Mitglied des Aufsichtsrats der Chemische Fabrik Griesheim-Elektron AG (ab 1914 dessen Vorsitzender), Mitglied und zweiter Vorsitzender des Aufsichtsrats der Adlerwerke vorm. Heinrich Kleyer AG, Mitgründer und Mitglied des Aufsichtsrats der Elektrizitäts-AG vormals W. Lahmeyer & Co. (EAG) in Frankfurt am Main und Mitglied des Aufsichtsrats der Lech-Elektrizitätswerke AG in Augsburg. Mit dem vorübergehenden Zusammenschluss der EAG mit der Felten & Guilleaume Carlswerk AG wurde er 1905 auch dort Mitglied des Aufsichtsrats.